# Echte suikerbos
De echte suikerbos (Protea repens) is een suikerbossoort uit de provincie West-Kaap van Zuid-Afrika.
Boerhaave gaf in 1720 al een illustratie en beschrijving van de plant en hoewel die een struik kan worden tot 2,5 of zelfs 4,5 m hoog, gaf Carl Linnaeus er de naam repens aan omdat hij uit Boerhaave's afbeelding opmaakte dat het een kruipend plant met korte stam zou zijn. Deze plant kwam al in 1780 tot bloei in Kew Gardens en wordt sindsdien op veel plaatsen in de wereld gekweekt. Op de Zuid-Afrikaanse Rode Lijst is de plant opgenomen in de categorie minste zorg.
De struik heeft onbehaarde smalle tot lepelvormige bladeren. De lengte varieert van 5-15 cm. De bloemen hebben een nauwe kopvorm en meten 10-16 cm in de lengte en 7-9 in de breedte. Gebroken witte tot rode kransvormige schutbladen (het involucrum) zijn bedekt met een kleverige substantie. De plant komt voor in het zuiden en westen van de West-Kaap en een aansluitend deel van de Oost-Kaap, van het Bokkeveld in het westen tot voorbij Grahamstad in het oosten. De bloemen produceren veel nectar die in de 19e eeuw verzameld werd om er een hoestsiroop van te maken. De plant wordt veel gecultiveerd als snijbloem en er zijn ook dieprode variëteiten gekweekt.
De bestuiving gebeurt zowel door bezoekende insecten als door vogels. De Kaapse suikervogel bezoekt graag de grote bloemen, waar de vogel vrijwel geheel in verdwijnt op zoek naar de nectar. Daarbij krijgt zijn verenkleed een goede bedekking met stuifmeel.
Zoals bij veel soorten van het fynbos speelt vuur een belangrijke rol in de levenscyclus van deze plant. De zaden van deze Protea ontkiemen naar verhouding langzaam. Gemiddeld duurt het ongeveer 80 dagen na planting tot ze ontspruiten. Voor P. neriifolia en P. nitida is dit slechts 40-42 dagen.

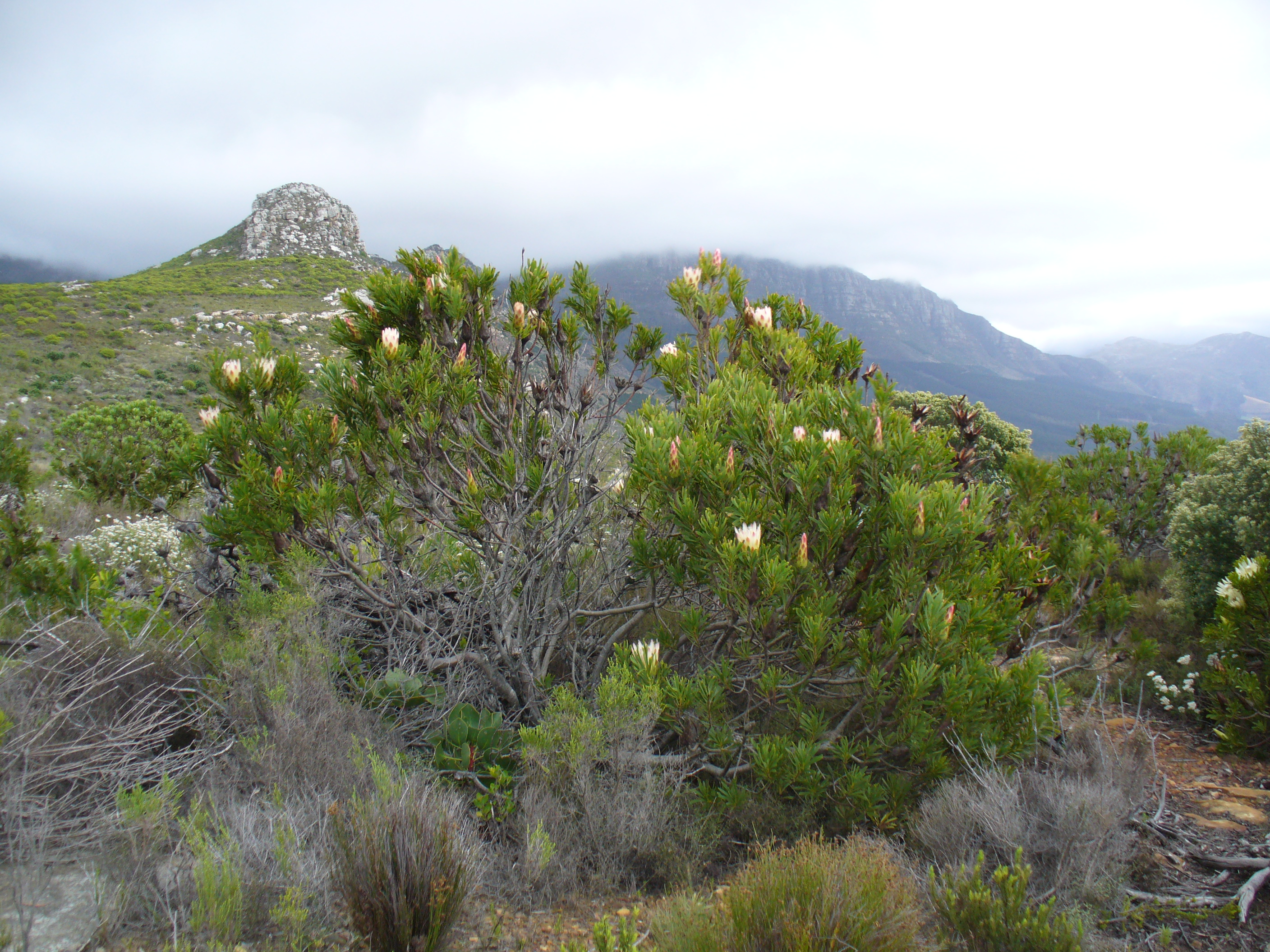
Een suikerbosstruik bij Kaapstad